# 萨佩阿苏
萨佩阿苏是巴西巴伊亚州的一个市镇。总面积125.582平方公里，总人口17367人，人口密度138.3人/平方公里。